# Ulica Zwierzyniecka w Tarnobrzegu
Ulica Zwierzyniecka w Tarnobrzegu – ulica powstała w latach 80. XX wieku wraz z budową osiedla Serbinów. Droga ta jest wytyczona w miejscu dawnego traktu, który łączył Zamek Dzikowski z Lasem Zwierzynieckim. Ulica ta kończy się tuż przed lasem. Jej przedłużeniem jest ścieżka w głębi lasu.

## Otoczenie
W bezpośredniej lub niedalekiej odległości od ulicy znajdują się:
- Kościół Matki Bożej Nieustającej Pomocy
- Figura Serca Jezusowego
- supermarket Biedronka
- Figura Jezusa Chrystusa Zmartwychwstałego
- zajezdnia autobusowa MKS Tarnobrzeg
- boisko sekcji piłki nożnej Klubu Sportowego Siarka Tarnobrzeg